# CODOH
CODOH (англ. Committee for Open Debate on the Holocaust) — Комитет открытых дебатов по вопросам Холокоста — организация в США.
Основана в 1987 году Брэдли Смитом, бывшим медиадиректором Института пересмотра истории, и Марком Вебером, который стал директором того же института в 2000 году. CODOH располагается в городе Висейлия, штат Калифорния.
CODOH является одним из основных распространителей литературы по отрицанию Холокоста в США. Реальное число членов Комитета неизвестно.

## История
В ноябре 1986 года Уильям Карри (англ. William A. Curry), предприниматель из Небраски и один из активистов антисемитизма в США, попытался опубликовать текст с отрицанием уничтожения 6 миллионов евреев нацистами в виде рекламной полосы в студенческой газете университета Небраски Daily Nebraskan. За размещение рекламы он предложил 1000 долларов. Кроме того он предложил 5000 долларов университету на оплату организации открытой дискуссии между ревизионистами и историками Холокоста. Ни газета, ни университет не приняли предложение Карри.
Карри умер в 1988 году. Его идею подхватил Брэдли Смит и созданный им «Комитет открытых дебатов по вопросам Холокоста». Смит стал отрицателем Холокоста в 1979-м после знакомства со статьями французского ревизиониста Робера Фориссона. В середине 1980-х Смит издавал журнал Prima Facie, специализировавшийся на публикации материалов по отрицанию Холокоста.
Метод Смита в рамках CODOH состоял в том, чтобы под видом реализации права на свободу слова и борьбы с цензурой разместить рекламу в газетах колледжей и университетов США с целью бросить вызов общепризнанной истории Холокоста.

## Идеология
На сайте CODOH сказано, что организация не оспаривает преследование нацистами евреев и гибель многих из них, однако полагает, что цели уничтожить евреев Европы нацистское руководство не имело, число еврейских жертв существенно завышено, а газовых камер для массовых убийств в немецких концлагерях никогда не было.
На сайте утверждается, что члены Комитета открыты для дискуссии и критики и могут поменять свои взгляды при показе неопровержимых фактов. Как пишут авторы книги «Waves of Rancor: Tuning in the Radical Right» Роберт Хиллард и Майкл Кейт, это всего лишь уловка, чтобы привлечь внимание молодёжи и рационально мыслящих людей. На деле содержание материалов CODOH вполне однозначное: история Холокоста называется мошенничеством, а её распространение приписывается еврейскому лобби.
По оценке Антидиффамационной лиги, Смит неискренен, когда говорит, что защищает свободу академических исследований Холокоста, поскольку на экстремистских форумах он откровенно заявляет, что это лишь приём для пропаганды отрицания Холокоста.
В «Энциклопедии геноцида» под редакцией Израэля Чарни написано, что формально Смит дистанцировался от откровенного антисемитизма, однако в своей деятельности активно сотрудничает с крайне правыми и расистами
Сайт CODOH содержит много информации по теме отрицания Холокоста. Посетители сайта могут искать любой из более чем 1000 отдельных документов с помощью поисковых инструментов, таких как индекс статей по теме и список новых поступлений. Среди прочих разделов, на сайте оспаривается объективность и правовые основания Нюрнбергского процесса. Пропагандируется точка зрения, что евреи несут ответственность за преступления большевиков, и одновременно декларируются связи между сионизмом и фашизмом. Таким образом, CODOH представляет евреев одновременно как международных коммунистических заговорщиков и ультра-националистических фанатиков, которые при этом охотно сотрудничают с антисемитами.

## Известные акции

### «Кампусная» кампания
В конце 1991 — начале 1992 года CODOH направил в университетские издания рекламу, призывающую к открытой дискуссии по вопросу Холокоста. Большинство крупнейших университетов, включая Чикагский, Йельский, Гарвардский, Джоржтанский, Эмори и другие, отказались публиковать объявления как исторически некорректные. Однако в студенческих газетах нескольких крупных университетов (например Нью-Йоркского, Мэрилэнда, Дьюка, Корнеллского) оно было опубликовано с оговорками о свободе слова и свободной конкуренции идей. В результате этой акции СODOH получил общенациональную известность.
Объявления о лекциях ревизионистов, размещались на правах рекламы в университетской прессе, шапка текста объявлений была примерно следующей: «История Холокоста: что в ней не так? Тема для широкой дискуссии». Рекламная информация о лекциях CODOH была заметной, поэтому многие тысячи молодых людей прочитали эту информацию, начались дебаты внутри университетов, отчасти выплеснувшиеся в те же университетские многотиражки, а отчасти и в крупнейшие центральные газеты США. Сам вопрос, стоит ли публиковать подобные объявления и если да, то в каком контексте, стал предметом отдельной дискуссии. Например, редакция одной из газет перечислила деньги, полученные за публикацию, Американскому мемориальному музею Холокоста.
Всего такие объявления о дискуссии по Холокосту опубликовали около 70 газет колледжей и университетов, но в начале и середине 1990-х годов CODOH продолжал регулярно отправлять тексты объявлений редакторам газет кампусов. Все эти объявления опубликованы также на сайте CODOH.
В первом же объявлении Смита были изложена критическая позиция ревизионистов по вопросу изготовления мыла из человеческих трупов. В первых широко растиражированных объявлениях Смит заявил, что «цифра в 6 миллионов еврейских смертей безответственное преувеличение… и не существовало газовых камер в любом лагере в Европе, которая была под немецким контролем». В этом объявлении далее написано, что «цель подсчетов Холокоста в том чтобы заручиться симпатией мира — и политической и финансовой поддержки для еврейских нужд, особенно для образования государства Израиль». CODOH утверждал также, что «Мемориальный музей Холокоста США без каких-либо убедительных доказательств демонстрирует убийства в газовых камерах, которых не было».
Разочарованный высокой стоимостью больших объявлений, Смит вскоре понял, что возможности сети Интернет намного лучше. Он начал размещать небольшие, недорогие объявления в газетах колледжей, в которых лишь указывает веб-сайт CODOH и адреса электронной почты. Кроме того, что эти объявления стоили дешевле, они также привлекали внимание читателей короткими лозунгами: «Игнорируй полицию мыслей» и «Суди сам».

### Одно имя с доказательствами
В январе 2009 года CODOH обратился к ООН и в СМИ Нью-Йорка с просьбой предоставить имя одного человека с доказательствами, что он или она были отравлены газом в Освенциме. Эта акция, которая была названа «Одно имя с доказательствами» (англ.  One Person with Proof) на сайте CODOH опубликована как «Проект ЮНЕСКО» (англ.  The UNESCO Project).
Брэдли Смит утверждает, что с этой просьбой от имени CODOH он ранее обращался к авторитетным учёным и исследователям Холокоста, однако никто из более чем 2 000 американских учёных и исследователей — от Деборы Липштадт до Алана Дершовица не предоставил ему убедительных доказательств.
Антидиффамационная лига утверждает, что предоставление CODOH каких-либо доказательств — занятие бесполезное, поскольку Смит убеждённый ревизионист и его цель — пропаганда отрицания Холокоста, а не поиск истины. Он отказывается признавать любые свидетельства — как жертв, так и самих нацистов. АДЛ считает нормальным тот факт, что учёные не ввязываются в полемику со Смитом и что это вовсе не свидетельствует в пользу его идей.

## Реакция
Как признают наблюдатели, «кампусная» кампания CODOH не просто достигла своей цели, но и превзошла её. Во-первых, почти половина университетов не закрыли перед ним свои двери, во-вторых, значительной частью студенчества, преподавателей и даже управленцев она была воспринята с немалым воодушевлением, и, в-третьих, отрицателями впервые заинтересовалось телевидение США.
Полемика, разгоревшаяся в результате этих объявлений, достигла своего пика в 1994 году, когда Брэдли Смиту удалось продвинуть тему отрицания Холокоста в выпуски новостей крупнейших американских телеканалов. 20 марта 1994 года программа новостей «60 минут» на канале Си-би-эс посвятила отрицанию Холокоста отдельный сюжет. Затем Смит, вместе с ещё одним отрицателем Дэвидом Коулом, принял участие в шоу Фила Донахью.
Ежедневная американская газета New York Times 15 января 1992 года напечатала передовицу о рекламной кампании CODOH и разные реакции на неё в студенческих газетах, в которой написала:

Отрицание Холокоста может быть колоссальной несправедливостью. Однако требования о том, чтобы его обсуждение шло лишь в строго установленных рамках, могут быть ещё больше несправедливостью по отношению к памяти жертв.
Другая американская газета, «Вашингтон пост», писала:

Идея о том, что бороться с этими объявлениями надо путём запрета — плохая стратегия. По иронии судьбы, фраза в самом начале объявления, по сути справедлива: «Учеников нужно поощрять изучать историю Холокоста так же, как их поощряют изучать любое другое историческое событие».
Некоторые университеты в результате этой кампании ввели в учебную программу курсы по истории Холокоста — там, где ранее их не было.